# Acanthus volubilis
Acanthus volubilis är en akantusväxtart som beskrevs av Nathaniel Wallich. Acanthus volubilis ingår i släktet akantusar, och familjen akantusväxter. Inga underarter finns listade i Catalogue of Life.